# Jana Mračková Vildumetzová
Jana Mračková Vildumetzová (ur. 8 maja 1973 w Karlowych Warach) – czeska polityk, pedagog i samorządowiec, w latach 2014–2016 wiceminister spraw wewnętrznych, w latach 2016–2019 i od 2024 hetman kraju karlowarskiego, parlamentarzystka.

## Życiorys
W 1995 ukończyła pedagogikę na Universita Jana Evangelisty Purkyně. Do 2000 pracowała jako nauczycielka w mieście Horní Slavkov, później w administracji publicznej, pełniła funkcję dyrektora domu dziecka i młodzieży oraz miejskiego centrum kulturalnego. W latach 2002–2014 zasiadała w radzie miejskiej. Od 2006 do 2013 sprawowała urząd burmistrza.
W 2008 dołączyła do Obywatelskiej Partii Demokratycznej. W 2012 z jej ramienia uzyskała mandat radnej kraju karlowarskiego, który sprawowała do 2014. W tym samym roku wystąpiła z ODS.
W grudniu 2014 została wiceministrem spraw wewnętrznych w rządzie Bohuslava Sobotki, zastępując Adrianę Krnáčovą. W 2015 wstąpiła do partii ANO 2011, w 2016 ponownie uzyskała mandat radnej kraju karlowarskiego, po czym objęła stanowisko hetmana tego kraju. W konsekwencji w listopadzie 2016 zakończyła pełnienie funkcji rządowej.
W wyborach parlamentarnych w 2017 została wybrana na deputowaną do Izby Poselskiej. Z końcem 2019 ustąpiła z funkcji hetmana kraju. W 2020 i 2024 utrzymywała mandat radnej regionalnej.
W 2021 z powodzeniem ubiegała się o poselską reelekcję. Objęła funkcję wiceprzewodniczącej niższej izby parlamentu; zrezygnowała z niej w 2022, gdy pojawiły się podejrzenia o powiązania z osobami zamieszanymi w skandal korupcyjny. W 2024 została wybrana w skład Senatu. W listopadzie tego samego roku ponownie objęła urząd hetmana kraju karlowarskiego.

## Życie prywatne
W 2018 jej mężem został Jan Mraček, działacz Obywatelskiej Partii Demokratycznej.